# Мерцалов, Анатолий Александрович
Анато́лий Алекса́ндрович Мерца́лов (20 июня 1946, Орёл — 4 мая 2009, Орёл) — полномочный представитель Президента РФ в Орловской области (1995—2007), главный федеральный инспектор в Орловской области аппарата полномочного представителя Президента РФ в Центральном округе (2000—2007), ректор региональной академии государственной службы, доктор экономических наук, кандидат исторических наук, профессор.

## Биография
Родился 20 июня 1946 года в Орле. Окончил Орловский филиал Всесоюзного заочного машиностроительного института (1970), затем проходил срочную службу в рядах Советской армии (1973—1974).
1977—1979 годы — учёба в Академии общественных наук при ЦК КПСС в Москве.
В 1963—1965 годах работал на Заводе автопогрузчиков фрезеровщиком, мастером и исполняющим обязанности начальника цеха
1965—1973 годы — секретарь комитета ВЛКСМ завода автопогрузчиков, заведующий отделом Железнодорожного районного комитета ВЛКСМ, первый секретарь Железнодорожного районного комитета ВЛКСМ, второй секретарь Орловского областного комитета ВЛКСМ
1974—1977 годы — первый секретарь областного комитета ВЛКСМ в Орле
1979—1990 годы — председатель Заводского райисполкома, второй секретарь Орловского ГК КПСС, председатель Орловского горисполкома
В 1990 году — проректор по научной работе Орловского института культуры
1990—1992 годы — учёба в докторантуре Российской академии управления в Москве
1992—1993 годы — проректор Орловского института культуры
1993—1995 годы — директор Орловского филиала РАУ
В 1993 году при содействии А. А. Мерцалова в Орле был открыт филиал Российской академии управления. В 1996 году Указом Президента РФ филиал Российской академии управления был преобразован в Орловскую региональную академию государственной службы, ректором которой стал А. А. Мерцалов
В феврале 1995 года Мерцалов был назначен полномочным представителем Президента РФ в Орловской области, а в августе 2000 года — главным федеральным инспектором Орловской области.
В 2007—2009 годах — ректор ГОУ ВПО «Орловская региональная академия государственной службы».

## Публикации
А. А. Мерцалов являлся автором свыше 100 научных публикаций, в том числе:
- «Качество подготовки государственных и муниципальных служащих: актуальные вопросы теории и практики»
- «Региональная политика в условиях укрепления российской государственности»[1]
- «Продовольственная безопасность региона: тенденции, пути развития и управления»
- «Региональные особенности реформаторской деятельности»
- «Малое инновационное предпринимательство: управление и институционализация поддержки в регионе»[1]

## Награды и звания
- Орден «Знак Почета» (1976)[1]
- Орден «Дружбы народов» (1986)[1]
- Орден Дружбы (2006)
- Орден Почета (1998)
- За заслуги перед Отечеством IV степени (2002)[1]
- Почётный гражданин Орловской области (2007)
- Нагрудный знак "Почетный работник высшего профессионального образования РФ (2008)[1]

## Семья
- Жена — Галина Ивановна Мерцалова[1]
  - дочь Оксана (1968 г.р.)
  - дочь Юлия (1973 г.р.)